# بورگدورف-زدورف
بورگدورف-زدورف (به آلمانی: Borgdorf-Seedorf) یک شهر در آلمان است که در رندسبورگ-اکرنفورده واقع شده‌است. بورگدورف-زدورف ۴۲۰ نفر جمعیت دارد.